# Helina cinerella
Helina cinerella är en tvåvingeart som först beskrevs av Wulp 1867.  Helina cinerella ingår i släktet Helina och familjen husflugor. Arten är reproducerande i Sverige. Inga underarter finns listade i Catalogue of Life.